# Религия в Черногории
Религия в Черногории. Преобладающим вероисповеданием в Черногории является православное христианство. Существуют значительные религиозные общины мусульман и католиков. Численность представителей прочих религий не превышает 0,1 % населения страны.

## Численность верующих

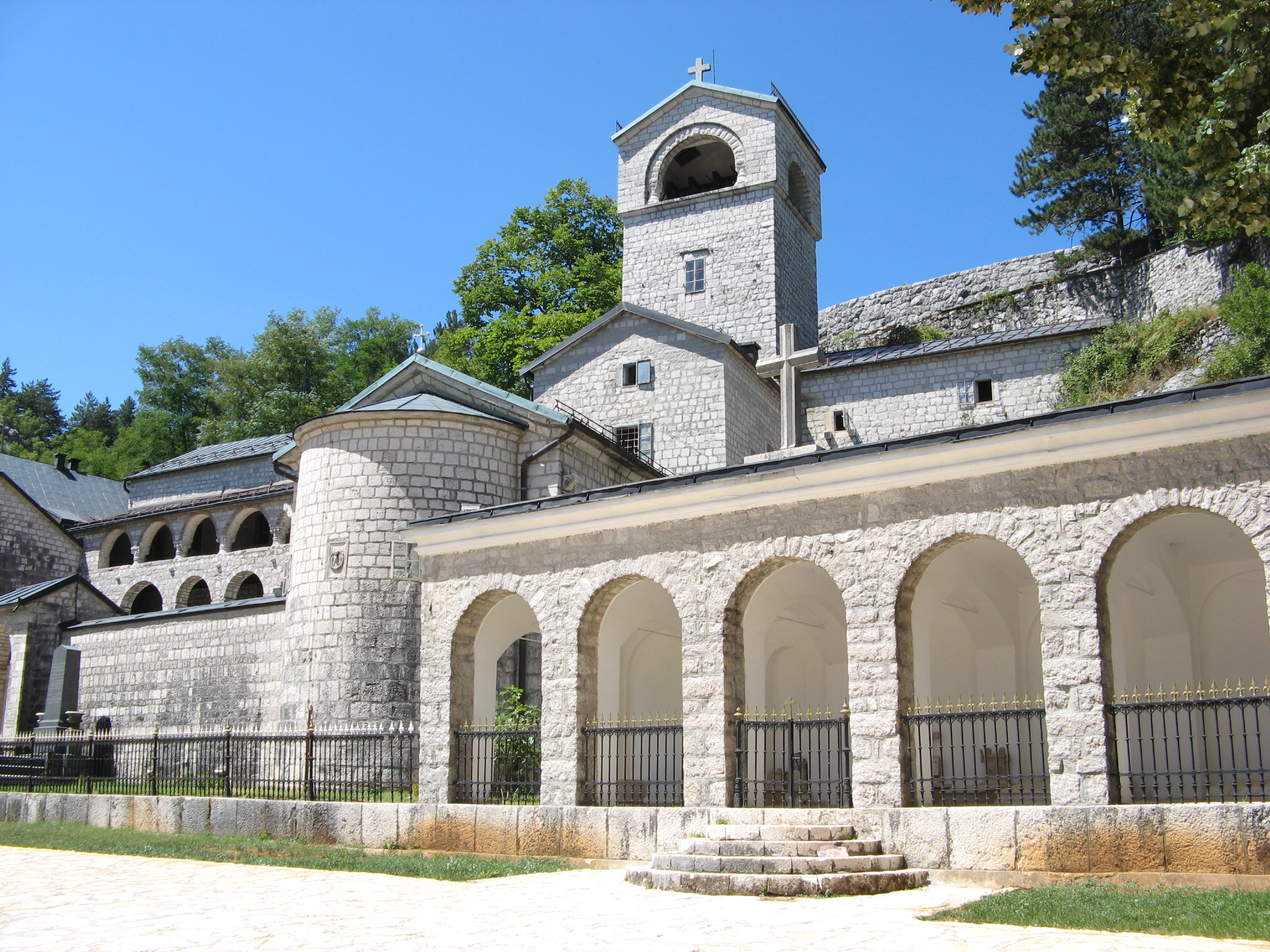
Цетинский монастырь — центр СПЦ в Черногории

Пункт о конфессиональной принадлежности был включён в перепись населения 2003 года. Согласно её итогам население страны распределяется по религиозной самоидентификации следующим образом:
- Православие — 460 383 (74,24 %)
- Ислам — 110 034 (17,74 %)
- Католицизм — 21 972 (3,54 %)
- Протестантизм — 383 (0,06 %)
- Буддизм - 135
- Оккультизм — 58 (0,01 %)
- Иудаизм — 12

6 003 человека (0,97 %) заявили что не придерживаются каких-либо религиозных воззрений, 2 424 человека (0,39 %) позиционировали себя агностиками, 13 867 (2,24 %) отказались отвечать на вопрос.

## Православие
Подавляющее большинство православных христиан Черногории составляют черногорцы (52,5 %) и сербы (42,7 %). Православные верующие страны принадлежат как к Сербской православной церкви, так и к Черногорской православной церкви (не признанной другими православными церквями). Сербская православная церковь структурно представлена в Черногории Черногорско-Приморской епархией, имеющей статус митрополии, с центром в городе Цетине, а также епархией Будимле-Никшич с центром в Беране.

## Ислам
Приверженцы ислама в Черногории принадлежат в основном к следующим национальным группам: боснийцы (43,49 %), славяне-мусульмане (21,91 %), албанцы (20,75 %) и черногорцы (10,64 %). Мусульмане страны населяют главным образом регионы около городов Плав, Рожае и Улцинь, где они составляют большинство населения.

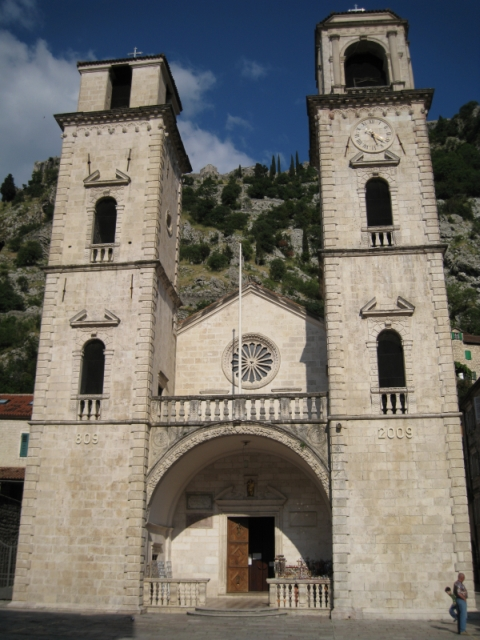
Католический Собор Святого Трифона в Которе

## Католицизм
Католики в Черногории представлены албанцами (36,98 %), хорватами (31 %) и черногорцами (22,76 %) и живут, в основном, вдоль побережья. Структурно католическая церковь страны поделена на Архиепархию Бара и епархию Котора. Барская архиепархия не подчинена никакой митрополии и находится в прямом управлении Святого Престола. Епархия Котора подчинена митрополии Сплит-Макарска в соседней Хорватии.

## Буддизм
Буддисты в Черногории в большей степени представлены последователями Ваджраяны и являются учениками Ламы Оле Нидала.
В Будве действует Буддийский Центр Алмазного Пути традиции Карма Кагью под руководством Ламы Оле Нидала и Его Святейшества XVII Кармамой Тринле Тхайе Дордже.

## Иудаизм
18 сентября 2011 года Премьер-министр Черногории в разговоре с главным ашкеназским израильским раввином Йоной Мецгером заявил, что Черногория признает иудаизм государственной религией «будь то в рамках нового законопроекта или внесения поправок в существующий закон».